# Тарасівська сільська рада (Ярмолинецький район)
Тара́сівська сільська́ ра́да — колишня адміністративно-територіальна одиниця та орган місцевого самоврядування в Ярмолинецькому районі Хмельницької області. Адміністративний центр — село Тарасівка.

## Загальні відомості
- Територія ради: 28,3 км²
- Населення ради: 421 особа (станом на 2001 рік)
- Територією ради протікає річка Ушиця

## Населені пункти
Сільській раді підпорядковані населені пункти:
- с. Тарасівка
- с. Андріївка

## Склад ради
Рада складається з 12 депутатів та голови.
- Голова ради: Баран Андрій Анатолійович
- Секретар ради: Черняк Людмила Василівна

### Керівний склад попередніх скликань
| Прізвище, ім'я, по батькові | Основні відомості                                                         | Дата обрання | Дата звільнення |
| --------------------------- | ------------------------------------------------------------------------- | ------------ | --------------- |
| Тритяк Анатолій Іванович    | Сільський голова, 1947 року народження, безпартійний                      | 26.03.2006   | 31.10.2010      |
| Антохова Лариса Михайлівна  | Сільський голова, 1965 року народження, освіта вища, член Партії регіонів | 31.10.2010   | 10.11.2015      |
| Баран Андрій Анатолійович   | Сільський голова, 1990 року народження, безпартійний                      | 10.11.2015   |                 |

Примітка: таблиця складена за даними сайту Верховної Ради України

### Депутати
За результатами місцевих виборів 2010 року депутатами ради стали:

#### За суб'єктами висування
| Суб'єкт висування | Кількість обраних депутатів | %    |
| ----------------- | --------------------------- | ---- |
| Партія регіонів   | 10                          | 83,3 |
| Самовисування     | 2                           | 16,7 |

#### За округами
| № округу        | Прізвище, ім'я, по батькові      | Дата визнання обраним | Освіта             | Партійна приналежність | Відомості про обраного депутата                 |
| --------------- | -------------------------------- | --------------------- | ------------------ | ---------------------- | ----------------------------------------------- |
| Партія регіонів |                                  |                       |                    |                        |                                                 |
| 1               | Дячок Юрій Володимирович         | 01.11.2010            | середня спеціальна | позапартійний          | приватний підприємець                           |
| 2               | Черняк Людмила Василівна         | 01.11.2010            | середня спеціальна | позапартійна           | Тарасівська сільська рада, секретар             |
| 4               | Антонова Олена Миколаївна        | 01.11.2010            | середня            | позапартійна           | приватний підприємець                           |
| 5               | Христофор Валентина Миколаївна   | 01.11.2010            | середня            | позапартійна           | ТОВ «ГЕРОМ-Ін вест», свинарка                   |
| 6               | Чернявський Віктор Михайлович    | 01.11.2010            | середня            | позапартійний          | ТОВ «ГЕРОМ-Ін вест», тракторист                 |
| 7               | Казьміров Володимир Васильович   | 01.11.2010            | середня            | позапартійний          | ТОВ «ГЕРОМ-Ін вест», тракторист                 |
| 8               | Ковтун Валентина Миколаївна      | 01.11.2010            | середня            | позапартійна           | ТОВ «ГЕРОМ-Інвест», свитарка                    |
| 9               | Пакуліна Валентина Станіславівна | 01.11.2010            | середня            | позапартійна           | ТОВ «ГЕРОМ-Інвест», старша свинарка             |
| 11              | Кабінет Олексій Володимирович    | 01.11.2010            | середня            | позапартійний          | ТОВ «ГЕРОМ-Інвест», шофер                       |
| 12              | Москалишин Василь Михайлович     | 01.11.2010            | середня            | позапартійний          | ТОВ «ГЕРОМ-Інвест», тракторист                  |
| Самовисування   |                                  |                       |                    |                        |                                                 |
| 3               | Дербеєв Сергій Володимирович     | 01.11.2010            | середня            | позапартійний          | ТОВ «ГЕРОМ-Ін вест», тракторист                 |
| 10              | Кузнець Микола Володимирович     | 01.11.2010            | середня            | позапартійний          | ТОВ «ГЕРОМ-Інвест», бригадир тракторної бригади |